# Jan-van-Ruusbroeckollege
Le Jan-van-Ruusbroeckollege ("Collège Jan van Ruusbroec") est un collège jésuite néerlandophone situé à Bruxelles, district de Laeken, dans le quartier du Mutsaard .
Son nom lui a été donné en mémoire du grand mystique brabançon Jan van Ruusbroec.
Le Ruusbroeckollege a été fondé en 1968 comme école de garçons mais est devenu mixte à partir de 2011. Avec quatorze autres écoles catholiques bruxelloises, il appartient à la communauté scolaire catholique de l'enseignement secondaire Sint-Gorik.
Il a joué un rôle important dans le développement du quartier du Mutsaard comme le Lycée Maria Assumpta, le Maria Assumpta Lyceum ou l'Athénée des Pagodes.
Il est situé avenue du Forum. L'emblème de l'école est le pélican, symbole de l'offrande de sa vie faite par Jésus.

## Histoires
Le quartier du Mutsaard ayant déjà des écoles secondaires catholiques pour les filles, le Lycée Maria Assumpta pour les francophones et le Maria Assumptalyceum pour les néerlandophones, il fallait encore en créer pour les garçons. Une riche donatrice légua son terrain pour faire une école, celle-ci ayant sans doute en tête la création d'une école francophone ou bilingue. Mais deux paroissiens du Christ-Roi flamands chargés du dossier utilisèrent l'absence de clause explicite pour ne créer qu'une école uniquement néerlandophone.
En 1966, Rome donne son accord pour le projet. Celui-ci est original : en effet les jésuites sont chargés de l'aspect pédagogique mais l'aspect financier est géré par un comité externe. Le projet fut soutenu par le monde politique catholique flamand et financièrement par Louis Brenninkmeijer, le patron de C&A.
En 1968, l'école ouvre à 68 étudiants.
En 2011, la population scolarisée atteint 700 élèves, ce qui fait de ce collège un des plus grands établissements néerlandophones d'enseignement général à Bruxelles.

## Anciens élèves connus
- Bert Anciaux
- Peter Van Asbroeck (nl)
- Bart Verhaeghe